# Giessenlanden
Giessenlanden est une ancienne commune néerlandaise, située dans le sud-est de la province de Hollande-Méridionale, entre Hardinxveld-Giessendam et Gorinchem. La commune Giessenlanden, littéralement les pays de la Giessen est traversée par la Giessen qui lui a donné son nom. Au 1er janvier 2007, Giessenlanden comptait 14 452 habitants.
Giessenlanden est une commune essentiellement rurale qui se trouve dans l'est de l'Alblasserwaard. La mairie est située à Hoornaar.

## Histoire de la commune
La commune de Giessenlanden a été créée le 1er janvier 1986 par la fusion des communes d'Arkel, Giessenburg (fusion, en 1957, de Peursum, Giessen-Nieuwkerk et une partie de Giessendam), Hoogblokland, Hoornaar, Noordeloos et Schelluinen.

## Localités
- Arkel
- Giessenburg
- Giessen-Oudekerk
- Hoogblokland
- Hoornaar
- Noordeloos
- Schelluinen